# Felip Vall i Verdaguer
Felip Vall i Verdaguer (Tona, Osona, 26 de mayo de 1916-Vich, Osona, 5 de agosto de 2012) fue un pintor, decorador y dibujante catalán, especializado en pintura mural.

## Biografía
Cursó los estudios artísticos en la Escuela de Bellas artes de Sant Jordi (entonces también llamada La Llotja), siendo discípulo del pintor Ramon de Capmany y de Josep Maria Marqués y Puig. También se formó en la Escuela Superior de Arquitectura y a la Escuela Industrial (curso de química del color). Se convierte en muralista y seguidor de Josep Maria Sert y Badia.
El 1937 pinta el cuadro Los Milicianos en la Trinchera, en plena guerra civil. El 1938 realiza la decoración mural de la Sala de Actos del Ayuntamiento de Malla. Progresivamente fue recibiendo encargos para decorar otros edificios de la zona.
El 1947 ganó el concurso para pintar las bóvedas de la Catedral de San Pedro de Vich. El proyecto de la maqueta se conserva actualmente al Museo Episcopal de Vich. La maqueta definitiva está expuesta a la capilla del Espíritu Santo del claustro de la Catedral de San Pedro de Vich. El proyecto no prosperó por falta de recursos.
En 1949 realiza un viaje de estudios a Francia, instalándose en París donde trabajó algún tiempo y amplió sus estudios en l École des Beaux-Artes. Tiene una novia, Gisèle Decoursière, profesora en el Instituto Marie Curie de París. Reside en París hasta el 1955, realizando exposiciones pictóricas y decorando mobiliario. Expone muebles en Chez Christofle en la Rue Royale de París y recibe encargos.
Es delegado español de los artistas residentes en Francia, ejerciendo como tal el 1954 en el Salón del Arte Libre en París. Participó junto con Pablo Picasso, Alexis Hinsberger y una treintena de artistas más pertenecientes a la Asociación de artistas e intelectuales residentes en Francia, en un homenaje a Garcia Lorca.
Patentó a nivel internacional un sistema para poder pintar pieles que le reporta ingresos para poder vivir en París durante aquellos años. Felip colaboraba en el negocio de confección familiar Corsés Maria y Confecciones Mariver. Empezado el 1916.
Realiza ilustraciones (como el libro "Se Habla Español" Editorial Didier 1952, en Francia) aguafuertes y grabados para la editorial Montaner y Simón (años 40-60)
Posteriormente, reside unos años en Mallorca, durante los cuales expone en Galerías Costa, en Palma (Josep Costa e hijo le hacen de marchantes hasta los años 80). También expone en la Llotja de Palma, el 1960, las telas de decoración mural que irán a la casa particular en Cala D'Oro de Mr. Juan Homs.
Da conferencias: Sobre “Una Modalidad nueva en la técnica de pinturas murales” en Lleida 1946; sobre “Origen de la cerámica” en Mallorca el 1966, entre otros.
Durante siete meses del 1996 realiza la restauración de las pinturas de la iglesia de Tona. De un total de 500m2 restaura la mitad.

### Actividad cultural en Tona
Muy vinculado al pueblo de Tona, realizó varias actividades de dinamización cultural: 
- Excavaciones en la iglesia del Castillo de Tona en 1943. Permiso oficial para realizar las primeras excavaciones en el interior de la iglesia del 889. Conducidas por Felip Vall y supervisadas por Eduard Junyent y Subirà.[16]
- Realiza las primeras excavaciones al Campo de les Llosses el 1944, y también el 1972.
- Participó en la fundación del Museo Municipal de Tona, que se abrió al público el 1973. Escribe el diario del archivo.
- Centenario de l'Atlàntida.
- El 1977 en el Centenario del premio que recibió Jacinto Verdaguer, Felip Vall expone en la Diputación de Barcelona seis cuadros que permanecerán desde el 1977 al 1995 en la Casa Museo Verdaguer de Villa Joana.[17][18]
- Señales de libro de Sant Jordi - Dibujos para la parroquia.
- Participó antes de la Guerra Civil, en la fundación del Aplec de la Rosa a Lourdes i el Castell. 1936. Diseñando los dibujos del programa desde el inicio.
- Miembro fundador del Esbart Castell de Tona., en 1936, junto con J.Molera y J. Cruells.[19]
- Pesebre Viviente de Tona - Felicitaciones de Navidad (Felicitaciones del pesebre desde su fundación) - Señales de libro por la Fiesta de Sant Jordi
- Escudo de Tona

### Impacto en Osona
Fue miembro fundador y socio de honor (1952) del Patronato de estudios Osonencs. Fue nombrado Caballero de Montrodon. Contribuyó a fundar la revista Ausa.Socio de Amigos de Verdaguer (Folgarolas) y colaborador con las actividades culturales de la asociación.

## Obra
Tiene pinturas murales, cuadros y muebles decorados en Cataluña, Francia (sobre todo París), Italia y América: 
- 1938 pintura mural del salón de Actos del Ayuntamiento de Malla. En plena Guerra Civil Española. Alegoría de las estaciones.[20]
- Capilla de Los Dolores de Torrellebreta (1940), masia catalana en Malla.
- 1944-45 decoración mural de las bóvedas de la Capilla del Santísimo de la Iglesia de Monasterio de San Pedro de las Puellas, en el casco antiguo de Barcelona.[21][22]
- Decoración de la iglesia parroquial de Sant Andreu de Tona (1945)[23] Con posterior restauración de las pinturas del altar mayor en 1996.
- Comedor de la casa señorial El Pradell, en Gurb, Vich (Casa de Ramon de Abadal) 1947[24]
- Decoración mural en el colegio Maristes Valldemia de Mataró el 1945, lugar donde había estudiado interno de pequeño.[25] [cita requerida][26]
- 1961 - Paredes de los vestíbulos de platea y el anfiteatro del cine Diagonal de Barcelona, en su inauguración el 24 de febrero de 1961.[27]

## Premios y reconocimientos
- Diploma con la medalla de bronce por la Sociedad de las Artes y las Letras de la Villa de París.[28]
- El 1996 recibe el premio “Mil·liari” de Tona en “reconocimiento de su larga y dilatada actividad a favor de la cultura al pueblo de Tona. Actividad que pasa por la investigación arqueológica en las diversas excavaciones que impulsó y dirigió en el altiplano del Castillo y al Campo de las Llosses de esta población, por su decidida actuación a la investigación documental histórica de Tona y por su aportación en el campo de la pintura”[29]

## Exposiciones Retrospectivas
- Exposición Retrospectiva. Can Sebastià. Fundación Privada Buxaderas-Grau. Tona, diciembre de 2013-enero de 2014.
- VICCC Felip Vall Verdaguer y las Bóvedas de la Catedral de Vic.[30] dentro de Vic Capital de la Cultura Catalana 2016. Capilla Fonda (Sala Sert) Vich (Osona), marzo de 2016.
- "La Atlántida" de Felip Vall. Pinturas y Dibujos. Dentro de Tona Any Vall 2016. Can Sebastià. Tona. Abril 2016[31]